# Крістіан Маня
Крістіан Маня (рум. Cristian Manea, нар. 9 серпня 1997, Аджиджа) — румунський футболіст, захисник клубу «ЧФР Клуж».
Виступав, зокрема, за клуби «Віїторул» та «Мускрон-Перювельз», а також національну збірну Румунії.

## Клубна кар'єра
Народився 9 серпня 1997 року в місті Аджиджа.
У дорослому футболі дебютував 2014 року виступами за команду клубу «Віїторул», в якій того року взяв участь у 5 матчах чемпіонату. 
У 2014 році приєднався до кіпрського клубу «Аполлон», проте на правах оренди продовжив гру за «Віїторул».
У 2015 році на правах оренди перейшов до «Мускрон-Перювельз», у складі якого провів наступні два роки своєї кар'єри гравця. 
До складу клубу «ЧФР Клуж» приєднався 2017 року. Станом на 16 травня 2018 року відіграв за команду з Клужа 34 матчі в національному чемпіонаті.

## Виступи за збірні
У 2013 році дебютував у складі юнацької збірної Румунії, взяв участь у 16 іграх на юнацькому рівні.
З 2014 року залучався до складу молодіжної збірної Румунії. На молодіжному рівні зіграв у 15 офіційних матчах.
У тому ж році дебютував в офіційних матчах у складі національної збірної Румунії.
| Дата       | Місто          | Господарі | Результат | Гості    | Турнір           | Голи | Примітки |
| ---------- | -------------- | --- | --------- | -------- | ---------------- | ---- | -------- |
| 31-05-2014 | Івердон-ле-Бен | Албанія | 0 – 1     | Румунія  | товариський матч | -    |          |
| 07-02-2015 | Анталья        | Румунія | 0 – 0     | Угорщина | товариський матч | -    |          |
| 14-02-2015 | Анталья        | [[Збірна Шаблон:Назва країни РВ Moldavia з футболу\|Moldavia]] [[Файл:Шаблон:Прапор Moldavia\|20x13px\|Moldavia\|link=]] | 1 – 2     | Румунія  | товариський матч | -    |          |
| Усього     |                | Матчів | 3         |          | Голів            | 0    |          |

## Титули і досягнення
- Чемпіон Румунії (4):

ЧФР (Клуж-Напока): 2017-18, 2018-19, 2020-21, 2021-22
- Володар Суперкубка Румунії (2):

ЧФР (Клуж-Напока): 2018, 2020